# Letas
Letas je najveće jezero u državi Vanuatu. Smješten je u unutrašnjosti vulkanskog otoka Gaue.
Jezero u obliku slova U okružuje planinu Gharat, osim s jugozapadne strane. Kada bi se izravnalo bilo bi široko oko 9 kilometara, ali pošto je u obliku slova U najveća dužina iznosi oko nekih 6 kilometara. Smješteno je na 600 metara nadmorske visine, dok najdublja točka doseže 350 metara. Letas je slatkovodno jezero prosječne temperature oko 32 °C i odlično je stanište za jegulje i škampe. Voda u jezeru ima zelenkastu boju i prelijeva se na istočnoj strani gdje zatim teče do vodopada Siri, pa zatim još tri kilometra do obale.

## Vanjske poveznice
- UNESCO World Heritage Site Application
- Information about the application  Arhivirana inačica izvorne stranice od 1. travnja 2009. (Wayback Machine)
- Research on the Islands Arhivirana inačica izvorne stranice od 5. travnja 2012. (Wayback Machine)